# Río Claro (vattendrag i Chile, Región del Maule, lat -35,00, long -70,82)
Río Claro är ett  vattendrag  i Chile.   Det ligger i regionen Región del Maule, i den södra delen av landet, 170 km söder om huvudstaden Santiago de Chile.
I omgivningen kring Río Claro växer huvudsakligen savannskog och området är  glesbefolkat, med 8 invånare per kvadratkilometer.